# دلقک (فیلم ۱۳۵۵)
دلقک فیلمی به کارگردانی و نویسندگی قدرت‌الله احسانی محصول سال ۱۳۵۵ است.

## داستان
دخترک بی سرپرستی به نام مریم، که در پرورشگاه نگهداری می‌شود، با دیدن رقاصه‌ای به نام آذر او را مادر خود می‌پندارد…

## بازیگران
- رضا بیک ایمانوردی
- سپیده
- اصغر سمسارزاده
- مهین مسعودی
- شراره
- مژگان
- صمد صباحی
- همایون سروش
- صناعی
- گیتی فروهر
- زیبا رحمانی